# Trentino Volley 2001-2002
Questa voce raccoglie le informazioni riguardanti la Trentino Volley nelle competizioni ufficiali della stagione 2001-2002.

## Organigramma societario
Area direttiva
- Presidente: Diego Mosna
- Vicepresidente: Maurizio Corrà
- Segreteria generale: Ida Belloni, Chiara Candotti, Laura Corradini, Iris Wintzek
- Amministrazione: Alberto Ciurletti

Area organizzativa
- Direttore sportivo: Massimo Dalfovo
- Team manager: Danilo Ferrari, Thomas Zambiasi
- Addetto arbitri: Antonio Esperti

Area tecnica
- Allenatore: Bruno Bagnoli
- Allenatore in seconda: Paolo Rossi

Area comunicazione
- Addetto stampa: Paolo Girardi

Area sanitaria
- Medico: Roberto Riccamboni
- Fisioterapista: Paolo Broll
- Preparatore atletico: Graziano Paissan
- Massaggiatore: Alessandro Brunialti, Luciano Magnano

## Rosa
| N° | Nome                 | Ruolo | Data di nascita  | Nazionalità sportiva |
| -- | -------------------- | ----- | ---------------- | -------------------- |
| 1  | Giuliano Agazzi      | S/O   | 6 luglio 1968    | Italia               |
| 2  | Riccardo Fenili      | L     | 6 ottobre 1975   | Italia               |
| 3  | Francesco Lavorato   | C     | 21 gennaio 1969  | Italia               |
| 4  | Valerij Gorjušev     | S     | 26 aprile 1973   | Russia               |
| 5  | Paolo Tofoli         | P     | 14 agosto 1966   | Italia               |
| 6  | Francesco Fortunato  | C     | 23 luglio 1977   | Italia               |
| 7  | Đula Mešter          | C     | 3 aprile 1972    | Jugoslavia           |
| 8  | Horacio Del Federico | P     | 7 febbraio 1966  | Italia               |
| 9  | Andrea Sala          | C     | 27 dicembre 1978 | Italia               |
| 10 | Slobodan Boškan      | S     | 18 agosto 1975   | Jugoslavia           |
| 11 | Leondino Giombini    | S/O   | 30 gennaio 1975  | Italia               |
| 15 | Dömötör Mészáros     | S     | 26 ottobre 1976  | Ungheria             |